# Henrikas Žustautas
Henrikas Žustautas (né le 13 juillet 1994 à Plungė) est un canoéiste lituanien, spécialiste de course en ligne sur la distance du sprint.
Aux Jeux européens de 2015, il remporte l'épreuve du 200m.
Il participe à partir de 2018 aux championnats du monde de course en ligne et remporte la médaille d’argent sur C1 200 m. L'année suivante, il décroche l'or.
Il remporte la médaille d'or en C-1 200 mètres aux Jeux européens de 2023 à Cracovie.